# دایرةالمعارف سازهای ایران
دائرةالمعارف سازهای ایران مجموعه کتابی ده جلدی است نوشتهٔ محمدرضا درویشی دربارهٔ سازشناسی و سازهای ایرانی.از این مجموعه تا کنون سه جلد توسط مؤسسه فرهنگی هنری ماهور (نشر ماهور) منتشر شده است.
جلد نخست دربارهٔ سازهای زهی، زهی مضرابی و زهی آرشه‌ای نواحی مختلف ایران است. (این کتاب را جامعه بین‌الملل اتنوموزیکولوژی (SEM) در سال ۲۰۰۲ به عنوان بهترین کتاب سازشناسی سال در جهان معرفی کرد)

جلد دوم به سازهای کوبه‌ای (پوست صداها و خودصداها) ی نواحی مختلف ایران است.

جلد سوم دربارهٔ سازهای بادی (هوا صداهای زبانه دار نواحی ایران ) است که توسط انتشارات ماهور در سال ۱۴۰۲ منتشر شده است و جلدهای دیگر به ساز های موسیقی ردیفی و متون مربوط به سازها خواهند پرداخت. جلد آخر مجموعه شامل واژه‌نامه و نمایهٔ دائرةالمعارف خواهد بود.